# Nimelen
Der Nimelen (russisch Нимелен) ist ein linker Nebenfluss des Amgun in der Region Chabarowsk im Föderationskreis Ferner Osten Russlands.
Der Nimelen entsteht am Zusammenfluss von Mata (links, 20 km) und Seiamni-Makit (rechts, 24 km) an der Ostflanke des Gebirgszugs Jam-Alin, etwa 200 km westlich der Küste des Ochotskischen Meeres. Er durchfließt das Bergland anfangs in südöstlicher Richtung, später wendet er sich nach Osten und Nordosten. Der direkt zum Ochotskischen Meer fließende Tugur fließt an einer Stelle nur 5 km nördlich des Nimelen. Der Nimelen vollführt anschließend einen Bogen nach Süden. Im Unterlauf bildet er eine Vielzahl enger Flussschlingen. Der Omal mündet von links, später die Upagda von rechts in den Nimelen. Der größte Nebenfluss, der Kerbi, trifft 18 km oberhalb der Mündung des Nimelen von rechts auf den Fluss. Schließlich trifft der Nimelen 5 km nordöstlich des Rajon-Verwaltungszentrums Selo imeni Poliny Ossipenko auf den Amgun, der dem Unterlauf des Amur zufließt. 
Der Nimelen hat eine Länge von 311 km. Er entwässert ein Areal von 14.100 km². Der Fluss wird hauptsächlich von Niederschlägen gespeist. Zwischen Mai und September führt er gewöhnlich Hochwasser. Der mittlere Abfluss 41 km oberhalb der Mündung beträgt 118 m³/s.